# U 61 (U-Boot, 1916)
U 61 war ein diesel-elektrisches U-Boot der deutschen Kaiserlichen Marine, das im Ersten Weltkrieg eingesetzt wurde.

## Einsätze

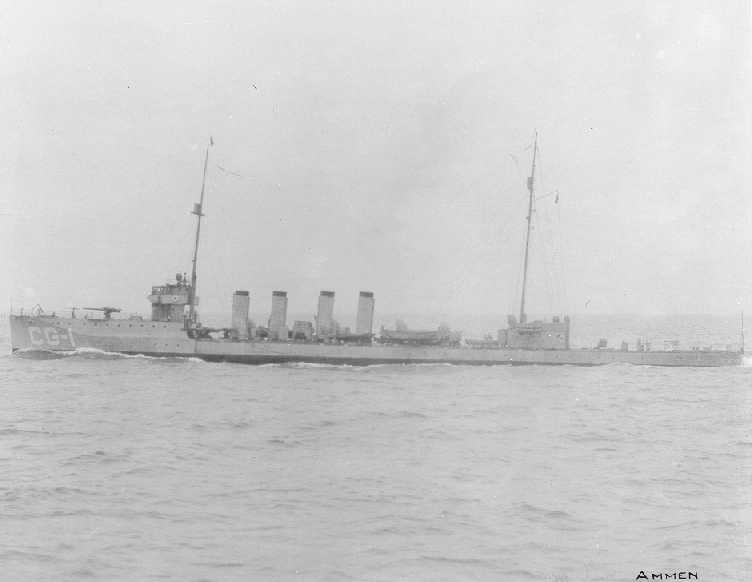
Die Cassin lieferte sich am 15. Oktober 1917 ein Gefecht mit U 61, das unentschieden ausging.

U 61 lief am 22. Juli 1916 bei der AG Weser in Bremen vom Stapel und wurde am 2. Dezember 1916 in Dienst gestellt. Der erste und einzige Kommandant des U-Bootes war Kapitänleutnant Victor Dieckmann, welcher beim Untergang von U 61 umkam.
U 61 führte während des Ersten Weltkriegs neun Feindfahrten in der Nordsee und Biskaya sowie im angrenzenden östlichen Nordatlantik durch. Dabei wurden insgesamt 34 Handelsschiffe der Entente und neutralen Staaten mit einer Gesamttonnage von 84.861 BRT versenkt.
Am 15. Oktober 1917 kam es vor der Südküste Irlands zu einem Gefecht zwischen U 61 und dem US-amerikanischen Zerstörer Cassin. Kapitänleutnant Dieckmann ließ den Zerstörer torpedieren. Der Torpedo traf den Zerstörer und zerfetzte sein Heck. Dies führte jedoch nicht zum Untergang der Cassin, von der umgehend Wasserbomben geworfen wurden. Die Explosionen beschädigten das U-Boot am Kommandoturm und zwangen es zum Wegtauchen. Die Cassin konnte in ihren Stützpunkt zurückkehren und repariert werden.
Das größte von U 61 versenkte Schiff war der britische Passagierdampfer Etonian mit 6.515 BRT. Die Etonian wurde am 23. März 1918 auf dem Weg von Liverpool nach Boston etwa 34 Meilen südöstlich von Kinsale (Irland) angegriffen. Dabei gab es sieben Todesopfer.

## Verbleib
Drei Tage nach der Versenkung der Etonian, am Abend des 26. März 1918, fuhr U 61 aufgetaucht durch den St.-Georgs-Kanal in die Irische See. Das britische Patrouillenboot PC 51 sichtete das U-Boot, das sich knapp 300 Meter entfernt befand. Das Patrouillenboot versuchte, mit äußerster Kraft voraus einen Rammstoß durchzuführen. Das Manöver verzögerte sich jedoch, da sich das Ruder des britischen Fahrzeugs verklemmte. Dies gab U 61 die Gelegenheit, den Tauchvorgang einzuleiten. PC 51 warf jedoch sogleich drei Wasserbomben auf das tauchende U-Boot. Aufgetriebene Wrack- und Leichenteile zeigten die Vernichtung des U-Bootes an. Alle 36 Besatzungsmitglieder kamen ums Leben. Als ungefähre Untergangsstelle gelten folgende Koordinaten: 51° 48′ N, 5° 32′ W.